# Lethe mataja
Lethe mataja är en fjärilsart som beskrevs av Hans Fruhstorfer 1908. Lethe mataja ingår i släktet Lethe och familjen praktfjärilar. Inga underarter finns listade i Catalogue of Life.